# Neomochtherus albicomus
Neomochtherus albicomus là một loài ruồi trong họ Asilidae. Neomochtherus albicomus được Hine miêu tả năm 1909.